# Batdance
Singles de Prince
I Wish U Heaven
(1988) Partyman
(1989)
Batdance est une chanson de Prince, extraite de la bande originale du film Batman. Le single s'est classé à la première position aux États-Unis, devenant le quatrième single numéro un de Prince, et le premier depuis Kiss.
Batdance fut un titre de remplacement de dernière minute d'un morceau intitulé Dance with the Devil, Prince trouva cette chanson trop sombre. Bien que Dance with the Devil n'ait pas été publiée, quelques textes apparaissent sur les notes de l'album.
La piste est un assemblage de plusieurs idées musicales, dénombrant sept chansons (dont certaines inédites) qui ont été incorporées dans Batdance : 200 Balloons, We Got the Power, House in Order, Rave Unto the Joy Fantastic (plus tard sorti sur l'album Rave Un2 the Joy Fantastic), The Future et Electric Chair ainsi que le thème composé par Neal Hefti pour la série Batman de 1966. Certains d'entre eux étaient de simples extraits et les autres parties sont parues dans les remixes du titre. Le titre a également été rempli d'échantillons du film.

## Clip vidéo
Le clip vidéo de Batdance a été réalisé par Albert Magnoli et chorégraphié par Barry Lather, mettant en scène de nombreux danseurs portant les costumes de Batman, du Joker et de Vicki Vale. Prince apparaît costumé avec le visage peint, un côté représentant le Joker (le mal) et l'autre Batman (le bien). Les Batman et les Joker du clip alternent des sections de danse pendant que Prince chante les paroles. La vidéo se termine avec Prince déclenchant un détonateur qui fait exploser une chaise électrique, pour informer que la vidéo est terminée, Prince réplique "Stop". La vidéo présente aussi Vicki Vale avec une robe noire serrée, avec les mots "All this and brains too", une référence à Batman: Dark Knight de Frank Miller, dans lequel une présentatrice de nouvelles porte un haut avec le même slogan.

## Formats
Le titre 200 Balloons est utilisé pour la Face-B de Batdance, qui a été enregistré pour le film et sert de modèle pour la partie principale de Batdance. La chanson a été rejetée pour le film de Tim Burton et a été remplacée par Trust. Pourtant, les paroles de 200 Balloons se réfèrent à la scène pour laquelle il a été créé. Prince a légèrement modifié les paroles de 200 Balloons au changement pour Batdance. 
Certaines paroles ont survécu au changement et ont été publiées sur le Vinyle 12", le vinyle contient aussi des échantillons de Rave Unto the Joy Fantastic, une autre chanson proposée pour l'inclure dans le film mais a été rejetée (chanson remplacée par The Partyman). Les versions 12" et CD du single comprend deux remixes de Batdance qui ont été réalisés par Mark Moore et William Orbit, The Batmix et Vicki Vale Mix.

## Liste des titres
Toutes les chansons sont écrites et composées par Prince.
| A.  | Batdance (The Batmix)     | 7:15 |
| B1. | Batdance (Vicki Vale Mix) | 6:17 |
| B2. | 200 Balloons              | 5:05 |

| A1. | Batdance (The Bat Mix)    | 7:15 |
| A2. | Batdance (Radio edit)     | 4:09 |
| B1. | Batdance (Vicki Vale Mix) | 5:55 |
| B2. | Batdance (Radio edit)     | 4:13 |

## Charts
| Pays             | Chart                 | Meilleure position | Nombre de semaines | Première entrée  | Réf    |
| ---------------- | --------------------- | ------------------ | ------------------ | ---------------- | ------ |
| Allemagne        | Media Control Charts  | 10                 | 1                  | 03 juillet 1989  | [ 5 ]  |
| Australie        | ARIA Charts           | 2                  | 17                 | 09 juillet 1989  | [ 6 ]  |
| Autriche         | Ö3 Austria Top 40     | 17                 | 14                 | 15 juillet 1989  | [ 7 ]  |
| États-Unis       | Billboard Hot 100     | 1                  | 18                 | 05 août 1989     | [ 2 ]  |
| États-Unis       | Hot R&B/Hip-Hop Songs | 1                  | 15                 | 12 août 1989     | [ 2 ]  |
| États-Unis       | Hot Dance Club Songs  | 1                  | 9                  | 19 août 1989     | [ 2 ]  |
| États-Unis       | Alternative Songs     | 18                 | —                  | 22 juillet 1989  | [ 2 ]  |
| France           | SNEP                  | 5                  | 19                 | 22 juillet 1989  | [ 8 ]  |
| Norvège          | VG-lista              | 1                  | 8                  | 25e semaine 1989 | [ 9 ]  |
| Nouvelle-Zélande | RIANZ                 | 1                  | 21                 | 02 juillet 1989  | [ 10 ] |
| Pays-Bas         | MegaCharts            | 4                  | 12                 | 24 juin 1989     | [ 11 ] |
| Royaume-Uni      | UK Singles Chart      | 2                  | 12                 | 24 juin 1989     | [ 12 ] |
| Suède            | Sverigetopplistan     | 5                  | 4                  | 28 juin 1989     | [ 13 ] |
| Suisse           | Swiss Music Charts    | 1                  | 16                 | 02 juillet 1989  | [ 14 ] |